# Erzbistum Nagasaki
Das Erzbistum Nagasaki (lateinisch Archidioecesis Nagasakiensis, jap. カトリック長崎大司教区, katorikku Nagasaki daishikyōku) ist eine in Japan gelegene römisch-katholische Erzdiözese mit Sitz in Nagasaki.
Das Erzbistum Nagasaki bildet zusammen mit den Suffraganbistümern Fukuoka, Kagoshima, Naha und Ōita die Kirchenprovinz Nagasaki, die sich über die Region Kyūshū einschließlich der Ryūkyū-Inseln erstreckt.

## Geschichte
Das Erzbistum Nagasaki wurde am 22. Mai 1887 durch Papst Leo XIII. aus Gebietsabtretungen des Apostolischen Vikariates Japan als Apostolisches Vikariat Süd-Japan errichtet. Das Apostolische Vikariat Süd-Japan gab am 20. März 1888 Teile seines Territoriums zur Gründung des Apostolischen Vikariates Zentral-Japan ab. Am 15. Juni 1891 wurde das Apostolische Vikariat Süd-Japan durch Leo XIII. mit der Apostolischen Konstitution Non maius Nobis zum Bistum erhoben und in Bistum Nagasaki umbenannt. Es wurde dem Erzbistum Tokio als Suffraganbistum unterstellt. Am 18. März 1927 gab das Bistum Nagasaki Teile seines Territoriums zur Gründung der Apostolischen Präfektur Kagoshima ab. Eine weitere Gebietsabtretung erfolgte am 16. Juli 1927 zur Gründung des Bistums Fukuoka.
Das Bistum Nagasaki wurde am 4. Mai 1959 durch Papst Johannes XXIII. mit der Apostolischen Konstitution Qui cotidie zum Erzbistum erhoben.

## Territorium
Das Erzbistum Nagasaki umfasst die Präfektur Nagasaki.

## Ordinarien

### Apostolische Vikare von Süd-Japan
- Bernard-Thadée Petitjean MEP, 1876–1884
- Jules-Alphonse Cousin MEP, 1885–1891

### Bischöfe von Nagasaki
- Jules-Alphonse Cousin MEP, 1891–1911
- Jean-Claude Combaz MEP, 1912–1926
- Januarius Kyūnosuke Hayasaka, 1927–1937
- Paul Aijirō Yamaguchi, 1937–1959

### Erzbischöfe von Nagasaki
- Paul Aijirō Yamaguchi, 1959–1968
- Joseph Asajirō Kardinal Satowaki, 1968–1990
- Francis Xavier Kaname Shimamoto IdP, 1990–2002
- Joseph Mitsuaki Takami PSS, 2003–2021
- Peter Michiaki Nakamura, seit 2021